# Agop Melkonyan
Agop Melkonyan, né le 10 mars 1949 à Bourgas et décédé le 23 juillet 2006   à Sofia, est un écrivain bulgare de science-fiction, traducteur, journaliste, professeur de langue arménienne à l’université Saint-Clément d'Ohrid de Sofia et éditeur. Il est d'origine arménienne.
Ingénieur diplômé il publie de nombreux articles journalistiques du domaine de la science moderne: physique, technique, et astronomie.
Melkonyan est l’auteur d’une dizaine de romans et de recueils de récits de science-fiction. Ces romans et récits sont édités en une dizaine de langues. Il est en outre auteur de pièces de théâtre filmés ou mises en scène.
L’œuvre de traduction d’Agop Melkonyan est également considérable.  Il traduit en bulgare notamment des œuvres de poètes et écrivains arméniens, des frères Arcadi et Boris Strougatski, d’Edgar Poe.

## Œuvres
- Sommes nous seuls dans l’Univers
- Souvenirs du Monde
- Joseph et le Temps
- Ombres de chair
- Sonatine pour Ravel
- Via Dolorosa
- Là-bas, Jadis
- La Petite Étoile et l’Étoile (cycle : Dossiers de l'Asile Psychiatrique)
- La Solitude et le Solitaire (cycle : Dossiers de l'Asile Psychiatrique)
- Anti-Utopie